# Дехтерьов Парфеній Михайлович
Дехтерьо́в Парфе́ній Миха́йлович (рос. дореф. Дехтеревъ Парфеній Михайловъ; 1796, Калуга, Калузьке намісництво, Російська імперія — 14 [26] березня 1837, Київ, Київська губернія, Російська імперія) — калузький та київський купець, перший київський міський голова (1835–1837).

## Біографія
Походив з калузької купецької родини. Його батько, старообрядець, Михайло Микитович Дехтерьов, переселився в Київ на початку XIX століття, де заснував торгову справу, яку пізніше продовжили Парфеній Михайлович з братом Тимофієм Михайловичем.
У 1835 році був обраний гласним щойно створеної Київської міської думи. Балотувався на виборах міського голови, які відбулися 19 (31) березня 1835 року. Тоді більшість голосів отримав купець 3-й гільдії Іван Ходунов, однак він не був затверджений генерал-губернатором графом Василем Левашовим. На повторних виборах 29 березня (10 квітня) міським головою був обраний Парфеній Дехтерьов.
Пробувши на цій посаді трохи менше двох років, захворівши на застуду 7 (19) березня, він раптово помер 14 (26) березня 1837 року. Похований в Києві на старообрядницькому кладовищі, поховання не збереглося. Виконувачем обов'язків міського голови став старший гласний Павло Єлисєєв.
Дружина — Катерина Павлівна (1804–?), із старовинного калузького купецького роду Губкіних. Повінчані 24 жовтня (6 листопада) 1820 року в калузькій церкві Покрова на рву. Їх діти: Гавриїл, Михайло, Микола, Варвара та Клавдія. Найбільш відомий з них Михайло — київський меценат, на честь якого була названа Дегтярівську вулицю.